# Henri Meck
Henri Meck, né le 31 juillet 1897 à Saverne et mort le 25 décembre 1966 à Strasbourg, est un syndicaliste et un homme politique français né allemand.

## Biographie

### Carrière syndicale
Henri Meck est un syndicaliste avant d'être un homme politique. Issu d'un milieu modeste, il travaille à l'implantation de la CFTC au sein des houillères de Lorraine. Il devient, à 25 ans, secrétaire général de la Fédération des syndicats chrétiens d'Alsace et de Lorraine et secrétaire général de la Fédération CFTC des mineurs. En 1922, lorsque la Fédération de la métallurgie CFTC décide la création d'une caisse fédérale de résistance, pour secourir les grévistes, Henri Meck, qui souligne l'échec des caisses professionnelles et rappelle le succès en Alsace des caisses interprofessionnelles. Il est aussi membre, à partir de 1923 du Bureau Confédéral de la CFTC puis sera, entre 1932 et 1940, président de la Fédération internationale des syndicats chrétiens de mineurs.

### Carrière politique
Parallèlement à ses activités syndicales, il milite à l'Union populaire républicaine, le grand parti social-chrétien alsacien de l'Entre-deux-guerres. Il est candidat pour l'UPR aux élections législatives de 1928 dans la circonscription de Molsheim. Élu, il choisit de s'apparenter au Parti démocrate populaire, le parti démocrate-chrétien national de la période. Réélu en 1932, il devient maire de Molsheim en 1933 puis conseiller général de Benfeld en 1934. De nouveau reconduit comme député en 1936, il rejoint cette fois le nouveau groupe des Indépendants d'action populaire, au sein duquel siègent l'ensemble des députés chrétiens et autonomistes de l'est de la France.
Opposant de toujours au nazisme, il vote cependant en faveur de la remise des pleins pouvoirs au Maréchal Pétain. Expulsé d'Alsace en 1942 par les autorités allemandes, il s'établit dans le Sud-Ouest de la France et se montre très actif dans les réseaux de soutien aux réfugiés. Son action lui vaut d'être immédiatement relevé de son inéligibilité après la Seconde Guerre mondiale.
De retour en Alsace, il retrouve ses fonctions à la tête des organisations régionales de la CFTC. En 1945, l'UPR fusionne avec l'Alliance populaire nationale d'Alsace, une autre petite formation nationaliste régionale pour donner naissance au Parti républicain populaire, lequel fusionne avec le Mouvement républicain populaire. Henri Meck entre au comité directeur du nouveau parti démocrate-chrétien. Il retrouve ses mandats de maire de Mosheim et de député, postes qu'il conservera jusqu'à son décès. Il est de nouveau conseiller général, du canton de Benfeld de 1945 à 1955 et de celui de Molsheim de 1958 à sa mort. En janvier 1960, il succède à Pierre Pflimlin à la présidence du conseil général du Bas-Rhin.
Ce militant chrétien décède le jour de Noël 1966, et repose au cimetière de la commune de Molsheim.

## Hommages
Un lycée d'enseignement général et technologique de Molsheim porte son nom.

## Sources
- « Henri Meck », dans le Dictionnaire des parlementaires français (1889-1940), sous la direction de Jean Jolly, PUF, 1960 [détail de l’édition]